# Nuno José Severo Ribeiro de Carvalho
Nuno José Severo Ribeiro de Carvalho (Lisboa, Ajuda - Torres Vedras, 28 de Outubro de 1885), 1.º Visconde de Massamá, foi um médico, político, mecenas e filantropo português.

## Biografia
Filho dum Empregado da Casa Real, Pedro Ribeiro de Carvalho, e de sua mulher Vitória Margarida.
Fez o Curso de Medicina na Escola Médico-Cirúrgica de Lisboa, iniciando, logo a seguir, a sua vida clínica na capital. Foi nomeado Cirurgião do Real Hospital de São José a 27 de Janeiro de 1851 e, a 30 de Novembro de 1859, passou a dirigir a Enfermaria dos Inválidos de Nossa Senhora do Amparo. Director do Banco a 30 de Dezembro de 1874, ascendeu, a 16 de Setembro de 1878, a Director de Enfermaria.
Foi Deputado em várias Legislaturas e, na sua Câmara, defendeu a Lei de 1866 que concedeu aos Diplomados pelas Escolas Médico-Cirúrgicas as mesmas regalias que fruíam os Bacharéis formados pela Faculdade de Medicina da Universidade de Coimbra, medida justíssima há muito reclamada.
Como Vereador da Câmara Municipal de Lisboa, também à sua passagem pela edilidade se deveram importantes e úteis iniciativas: início do Matadouro, obras da Igreja de Santo António de Lisboa da Sé de Lisboa e medidas para a arborização de ruas e praças, em especial do Campo de Santana.
Era espírito muito culto, mesmo fora do domínio da Medicina, protector das Artes e grande Filantropo.
Foi Médico Honorário da Real Câmara.
O título de 1.º Visconde de Massamá foi-lhe concedido por Decreto de D. Luís I de Portugal de 29 de Janeiro de 1885.

## Casamentos
Casou primeira vez com Maria Cristina Correia, filha de Francisco Correia e de sua mulher, e casou segunda vez com Maria Madalena da Assunção, viúva do Negociante José de Oliveira de Sousa Leal.